# دينيس وود (عالم رسم الخرائط)
دينيس وود (بالإنجليزية: Denis Wood)‏ هو عالم رسم الخرائط أمريكي، ولد في 1945 في كليفلاند في الولايات المتحدة.